# Schizopelma bicarinatum
Schizopelma bicarinatum é uma espécie de aranha pertencente à família Theraphosidae (tarântulas).